# Nationella fronten (Östtyskland)
Nationella fronten var en politisk sammanslutning mellan partier och korporationer i Östtyskland under ledning av Tysklands socialistiska enhetsparti (SED). Fronten bestod förutom SED av ett liberaldemokratiskt parti, ett kristdemokratiskt, ett bondeparti, ett nationalistiskt parti samt fem fackföreningar, varav samtliga partier och korporativ var tvungna att underkasta sig socialismens och SED:s grundprinciper. Partierna sammanfördes under Nationella frontens fana till en gemensam vallista, som var den enda tillåtna. På denna lista tilldelades Socialistiska enhetspartiet, i realiteten ett renodlat kommunistparti bildat genom en sammanslutning på sovjetiskt initiativ, tillsammans med kandidaterna från de statligt kontrollerade fackföreningarna en majoritet. I realiteten var denna kandidatlistas sammansättning densamma som parlamentets, eftersom politisk verksamhet utanför Nationella frontens nio organisationer ej var tillåten. I valet till Folkkammaren (Volkskammer), det östtyska parlamentet, 1986 tilldelades de renodlat marxistiska kandidaterna 276 av 500 platser på listan och därmed också i parlamentet. Listans sammansättning dirigerades av Socialistiska enhetspartiets förstesekreterare. 
Det största avhoppet från den officiella, kommunistiska politiken var när ett antal CDU-ledamöter, valda genom Frontens lista, motsatte sig en liberalisering av abortlagen 1972 genom att avstå från att rösta. I allt väsentligt var SED:s partilinje liktydig med NF:s, medan övriga partier spelade supplementära roller att representera, och ge mer lukrativa funktionärsposter till representanter för övriga sociala grupper (än arbetare) samt vagt avspegla det flerpartisystem som rådde i Västtyskland samt i den tidigare Weimarrepubliken.
I de första och sista parlamentsvalen i Östtyskland med ett flertal kandidatlistor, i mars 1990, kollapsade Nationella fronten och det omstrukturerade SED:s kandidater led ett stort nederlag mot de västligt inspirerade partier, främst CDU, som förespråkade en omedelbar förening med Västtyskland, vilket skedde den 3 oktober samma år. Under ett halvår tjänade det tidigare NF-CDU:s ledare Lothar de Maiziere som Östtysklands premiärminister. 